# 蒂拉穆克

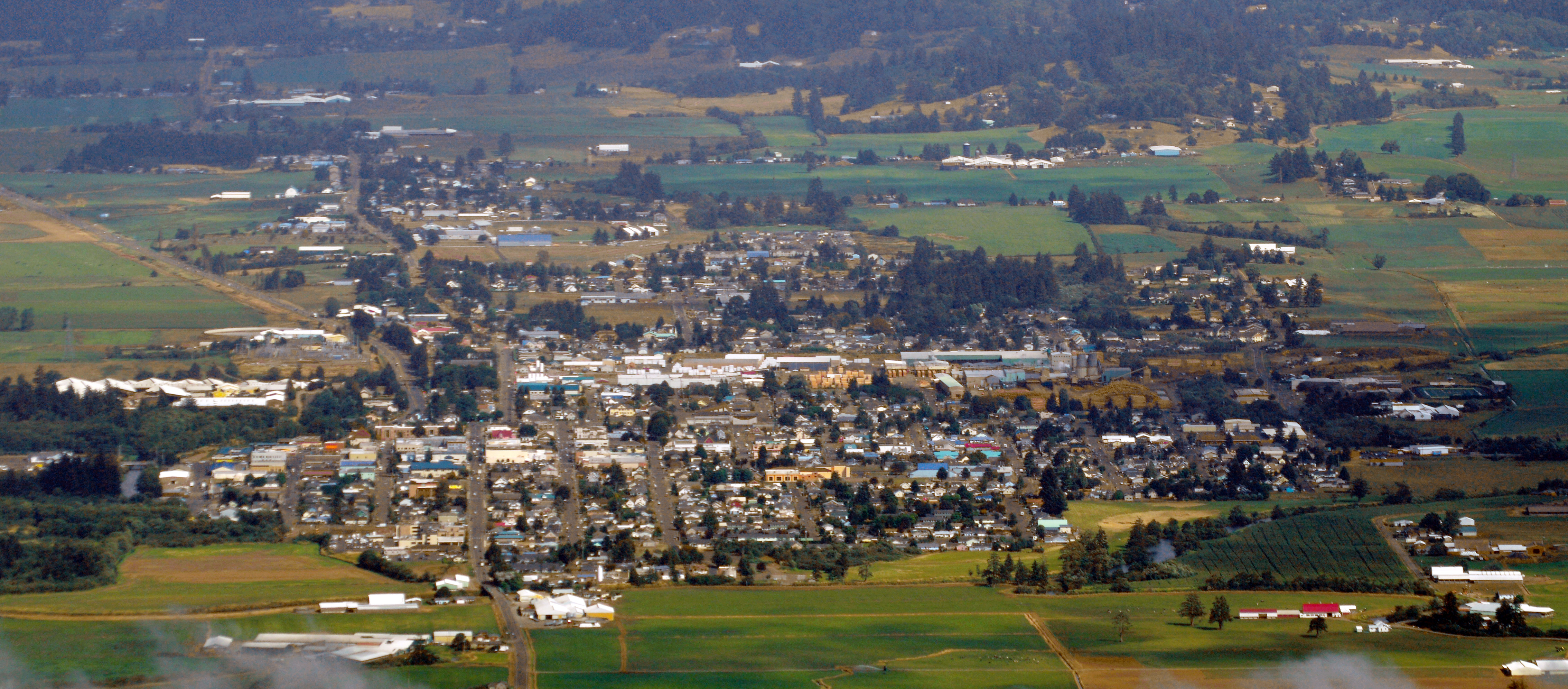
蒂拉穆克

蒂拉穆克（Tillamook）位於美國奧勒岡州，是蒂拉穆克縣的縣治，人口5,204人。名稱來自於蒂拉穆克族，北美原住民族之一。